# Leiberg (Bad Wünnenberg)
Leiberg is een dorp in het westen van de Duitse gemeente Bad Wünnenberg, deelstaat Noordrijn-Westfalen, en telt 1.586 inwoners (12 april 2021). Leiberg ligt ten noorden van het dal van de beek Afte.
De geschiedenis van het dorp gaat terug tot de middeleeuwen. In die tijd bestond een dorp Andepen , waaraan de huidige naam Empertal (= Andeper Tal) nog herinnert, en een wat lager gelegen dorpje Empertalbach, waaraan de naam „Olweke“ (= Olde Beke, Oude Beek) herinnert. Vanaf 1490 begon men, tussen beide oude dorpjes in land te ontginnen en nieuwe boerderijen te bouwen.
In 1635 was het dorp tamelijk volkrijk; er stierven in dat jaar 400 inwoners door een pestepidemie. Voor het begraven van al deze doden werd een apart Pestfriedhof (pestkerkhof) aangelegd. Een pestkruis op die plek herinnert nog aan de catastrofe uit 1635.
Ten zuiden van het dorp en van de Afte is in het bos een nieuwe wijk gebouwd, die voornamelijk uit vakantiehuisjes bestaat.

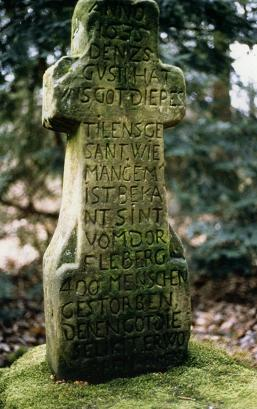
Het pestkruis van Leiberg